# جامعة السوربون أبو ظبي
جامعة السوربون أبو ظبي (بالفرنسية: Université Paris-Sorbonne-Abou Dabi)‏ أو جامعة باريس ـ السوربون أبو ظبي، هي جامعة إماراتية، ناطقة بشكل جزئي بالفرنسية، تم إنشاؤها بموجب اتفاق تعاون دولي بين جامعة باريس السوربون ووزارة التعليم العالي والبحث العلمي في إمارة أبو ظبي في الإمارات العربية المتحدة وتشكل جزءاً من جامعة باريس السوربون.

## الفكرة والسياق
إن إنشاء جامعة السوربون أبو ظبي كان كرغبة اتحاد الإمارات العربية المتحدة، من منتصف العقد الأول من القرن الحالي، في تطوير التعليم العالي والأنشطة الثقافية لزيادة سمعتها الدولية. وكذلك الاستفادة من تراجع بيروت والقاهرة كموطن للفرنكوفونية في العالم العربي، ولذلك فإن إمارة أبو ظبي، إحدى الإمارات السبع التي تشكل الاتحاد، طرحت نفسها لهذا المنصب.
التقي السفير الإماراتي في باريس رئيس جامعة باريس السوربون في ذلك الوقت جان-روبرت بيت في تموز 2004، ودُعي الأخير إلى أبو ظبي بعد ستة أشهر لمناقشة مشروع إنشاء مؤسسته في هذه المدينة. اقتُرِح الاتفاق على مجلس إدارة جامعة باريس السوربون في تشرين الثاني 2005، وقُبِل به. وتدخل جيل دي روبيان، وزير التعليم آنذاك، لتسهيل العملية. وتم توقيع العقد، بحضوره، في 18 شباط 2006، في أبو ظبي.
تنص الاتفاقية على الاستخدام الحصري لكلمة «السوربون» في الشرق الأوسط، وذلك بالرغم من أن مؤسسة باريس لا تمتلك اسماً ولكن اسمها هو جامعة جامعات باريس، وبالتالي منعت هذه القيود جامعة باريس الأولى من تنفيذ مشاريع مماثلة في البحرين في عام 2009، أو في قطر في عام 2008. وقامت فرنسا بتكثيف علاقاتها مع إمارة أبو ظبي في ذلك الوقت، لا سيما مع فتح قاعدة عسكرية في أبو ظبي أو مشروع اللوفر أبو ظبي، ثم تقرر على المستوى الحكومي تطبيق هذه الاتفاقية الحصرية باسم «المصالح العليا» الدبلوماسية.

## تسارُع بدء المشروع
بدأت السنة الدراسية الأولى في 7 تشرين الأول 2006. وتم افتتاح المدرسة رسمياً بعد 18 تشرين الثاني 2006. وحتى عام 2009، ععملت الجامعة في أماكن مؤقتة، في حي جسر المقطع، في انتظار بناء مبنى نهائي. قام الرئيس الفرنسي نيكولا ساركوزي بوضع حجر الأساس خلال الزيارة الرسمية التي قام بها إلى الإمارات العربية المتحدة في 15 كانون الثاني 2008. وقد تم افتتاح الحرم الجامعي في 6 كانون الأول 2009، بمساحة 93,000 متراً مربعاً. استضافة 2000 طالب في جزيرة الريم بأبوظبي. استقبلت الجامعة حوالي 500 طالب في سنة افتتاحها. أقيم حفل الافتتاح في 13 شباط 2011، بحضور فرانسوا فيون، رئيس الوزراء الفرنسي آنذاك.
يفترض مشروع الجامعة الماماً باللغة الفرنسية، ولكن أصبحت الإنجليزية جزءاً لا يتجزأ من درجة الماجستير.
بمناسبة معرض باريس - لو بورجيه الدولي للطيران والفضاء لعام 2017، وقعت الجامعة اتفاقية تعاون مع المدرسة الوطنية للطيران المدني لتقديم ماجستير في النقل الجوي يفتح بالتالي خبره في مجال جديد.

## آلية الإدارة
هذه الجامعة تحت رعاية الهيئة العامة للتعليم في أبو ظبي (مجلس أبوظبي للتعليم) التي تضع المبادئ التوجيهية، وتخصص الميزانية وتمارس الرقابة الكاملة على النشاط. يتألف مجلس إدارة الجامعة من ثلاثة أعضاء فرنسيين، من بينهم رئيس جامعة باريس السوربون وثلاثة أعضاء إماراتيين. يرأس مجلس الإدارة رئيس باريس السوربون بتصويت مرجعي.

## التنظيم

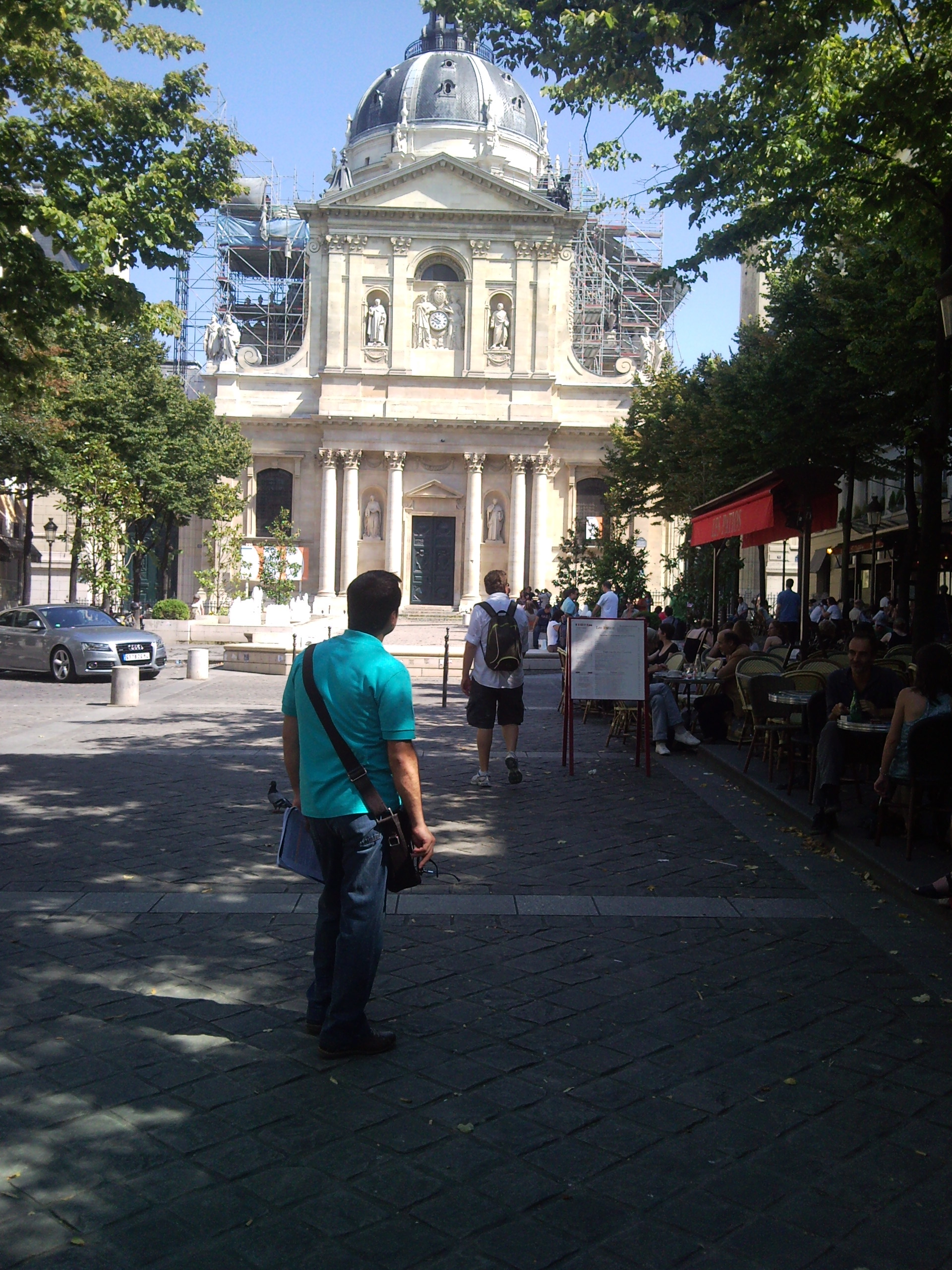
مدخل جامعة باريس السوربون في باريس عام 2009

كان هناك تسعة أقسام ترحب بالطلاب في عام 2013-2014:
- علم الآثار وتاريخ الفن.
- اقتصاد وتسيير.
- الحقوق.
- الجغرافيا والتخطيط.
- التاريخ
- اللغات الأجنبية
- الأدب الحديث (اللغة الفرنسية والأدب).
- الفلسفة وعلم الاجتماع
- الفيزياء

ينخرط الطلاب غير الفرنكوفونيون في دورة مكثفة من تعلم وتطوير اللغة والحضارة الفرنسية لمدة عام إلى عامين قبل أن يتمكنوا من التسجيل بعد اجتياز الامتحان.

## الدراسة

#### برامج الدراسات الجامعية
توفر الجامعة برامجًا دراسيةً لدرجتي البكالوريوس والماجستير في مجال الاقتصاد والإدارة والقانون والفيزياء وغيرها، وتمنح طلابها شهادات معترف بها دوليًا، ومعتمدة من وزارة التربية والتعليم في الإمارات، وتعد من أفضل الجامعات في أبوظبي
ومن أبرز برامج الدراسة في جامعة السوربون أبو ظبي:
- بكالوريوس في اللغات الأجنبية التطبيقية
- بكالوريوس في الاقتصاد والإدارة
- برنامج بكالوريوس في الأدب الفرنسي
- بكالوريوس في التاريخ
- ماجستير تنفيذي في الإدارة الرياضية
- برنامج ماجستير في الإدارة والتجارة الدولية
- ماجستير في علم الاجتماع والبحث العلمي

## سكن جامعة السوربون
توفر الجامعة سكن الطلاب ابوظبي للطلبة من خارج الإمارة سكناً مفروشاً بالكامل في حرم الجامعة على مقربة من المرافق الدراسية. يتسع السكن الطلابي لحوالي 500 طالباً، ويتألف من مبنيين منفصلين، واحد للذكور وآخر للإناث

## وصلات خارجية
- الموقع الرسمي